# لا فرانس (سفينة هوائية)

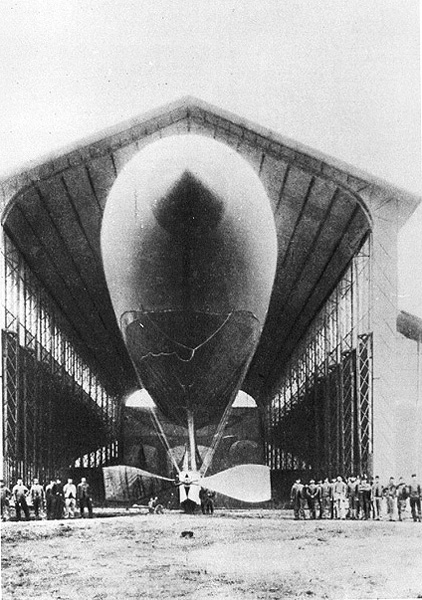
لا فرانس 1884، أول سفينة هوائية يمكن التحكم بها بالكامل

رسم فني للا فرانس

لا فرانس كان سفينة هوائية غير صلبة تابعة للجيش الفرنسي، أطلقه تشارلز رينارد وآرثر كونستانتين كريبز في 9 أغسطس 1884. بالتعاون مع تشارلز رينارد، قاد آرثر كونستانتين كريبز أول رحلة طيران حرة مُتحكّم بها بالكامل باستخدام لا فرانس. أكمل هذا المنطاد، التي يبلغ طوله 52 مترًا (170 قدمًا) ووزنه 1900 متر مكعب (66,000 قدم مكعب)، والمُزود بالطاقة الكهربائية بواسطة بطارية تدفق زنك-كلور سعة 435 كجم (959 رطلاً)، رحلةً قطع فيها مسافة 8 كيلومترات (5.0 ميل) في 23 دقيقة. كانت أول رحلة ذهاب وعودة كاملة مع هبوط في نقطة البداية. في رحلاته السبع في عامي 1884 و1885، عاد منطاد لا فرانس خمس مرات إلى نقطة البداية.